# Colossus (programma)

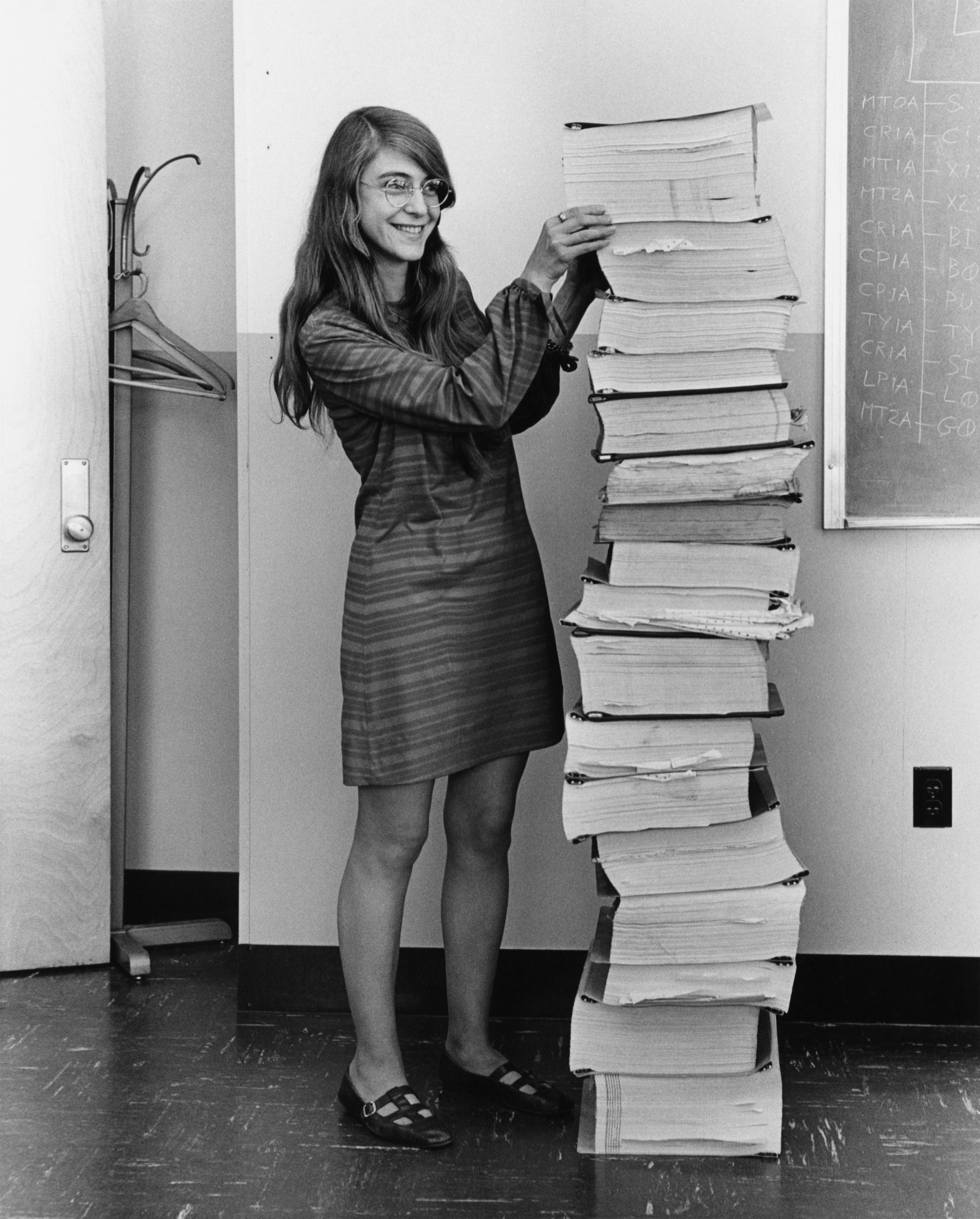
De ontwikkelaarster, Margaret Hamilton, met een geprinte versie van de broncode van Colossus

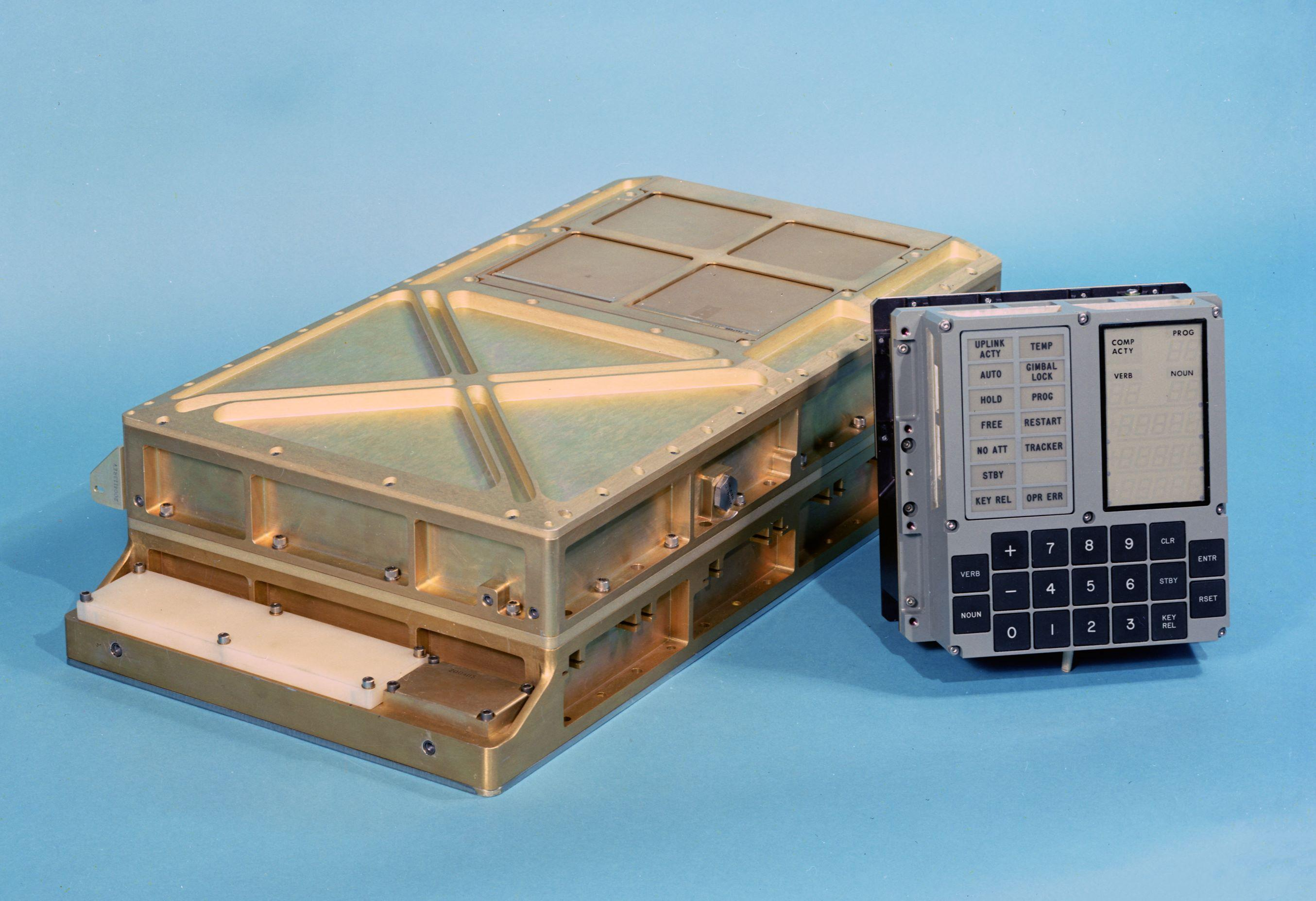
De Apollo Guidance Computer, de boordcomputer van de CSM, waarop de software draaide

Colossus is de naam voor de avionicasoftware die gebruikt werd voor de Apollo Guidance Computer (AGC, de boordcomputer van de Apollo CSM) in het kader van het Apolloprogramma van de NASA. De software is speciaal voor deze computer ontworpen door medewerkers van het MIT. Colossus was geschreven in een hogere programmeertaal, die door het assemblageprogramma YUL om werd gezet in machinecode voor de AGC. De code werd voor het eerst gebruikt voor de Apollo 8-missie.
De software werd ontwikkeld door een team onder leiding van Margaret Hamilton, die hiervoor een presidentiële medaille ontving.

## Versies
Colossus is een opvolger van eerdere AGC-software, waaran Trivium uit 1963 als eerste voorloper gezien moet worden. Andere voorgangers waren Corona, Sunspot en Solarium. 
Van Colossus zijn er meerdere versies geweest, waarvan sommige latere versies de namen Comanche en Artemis kregen.
| Missie    | CSM     | Software               | Versie |
| --------- | ------- | ---------------------- | ------ |
| Apollo 8  | CSM-103 | Colossus 1             | 237    |
| Apollo 9  | CSM-104 | Colossus 1A            | 249    |
| Apollo 10 | CSM-106 | Colossus 2 (Comanche)  | 45/2   |
| Apollo 11 | CSM-107 | Colossus 2A (Comanche) | 55     |
| Apollo 12 | CSM-108 | Colossus 2C (Comanche) | 67     |
| Apollo 13 | CSM-109 | Colossus 2D (Comanche) | 72/3   |
| Apollo 14 | CSM-110 | Colossus 2E (Comanche) | 108    |
| Apollo 15 | CSM-112 | Colossus 3 (Artemis)   | 72     |
| Apollo 16 | CSM-113 | Colossus 3 (Artemis)   | 72     |
| Apollo 17 | CSM-113 | Colossus 3 (Artemis)   | 72     |

Voor de latere Skylab-missies en het Apollo-Sojoez-testproject is de software verder ontwikkeld, maar nu onder de naam Skylark. 